# サンビーム (自動車)

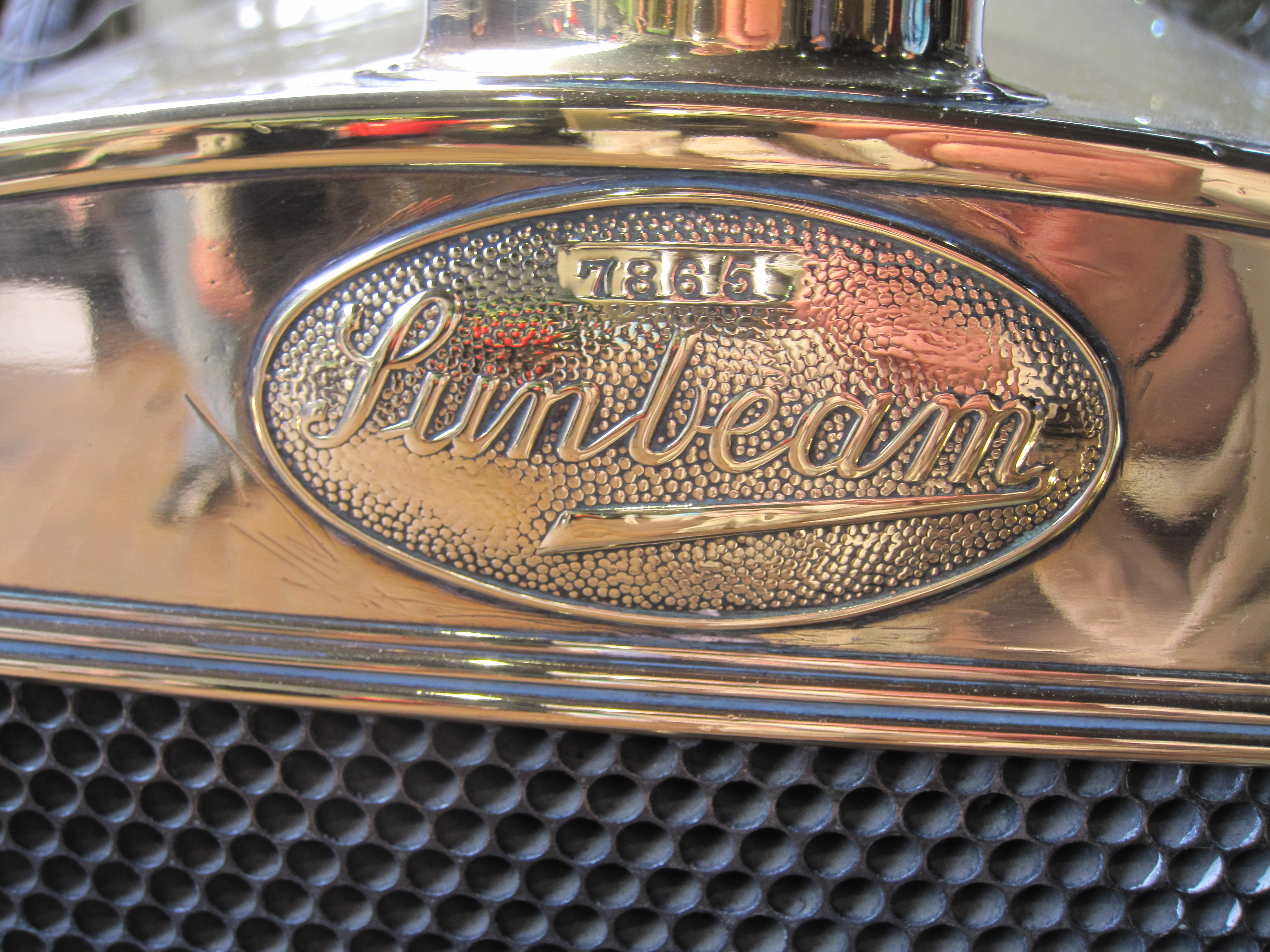
1914年型 12/16 HPのバッジ

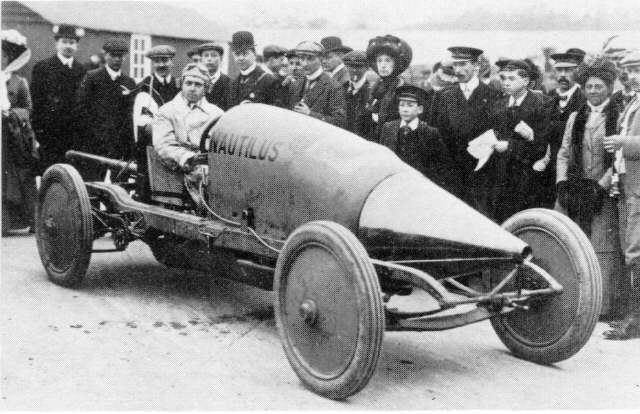
1910年ノーチラス
操縦席の人物はルイス・コータレン

サンビーム (Sunbeam）はイギリス・ウルヴァハンプトンのJohn Marston Co. Ltdが1888年に商標登録したトレードマークである。同社は最初自転車を、続いてモーターサイクル、自動車製造に進み、それら全てにサンビームのブランドを冠した。サンビームは初めてグランプリレースで優勝した英国車で、数々の速度記録を樹立したことでも知られる。

## 創業
漆工（金属塗物師）のジョン・マーストン は1859年、23歳の時にブリキメーカーを買収して独立する。熱心な自転車愛好家であった彼は1877年にSunbeamland Cycle Factoryを立ち上げ、サンビーム自転車の生産を開始した。1899年には自動車の試作を開始、1901年に市販第1号車が完成した。1905年に自動車部門は自転車やモーターサイクルとは独立した会社となり、サンビームの社名もサンビーム・モーターカー (Sunbeam Motorcar Company Ltd) となった。
1909年にハンバーから移籍した設計者、ルイス・コータレンの手によって、サンビームの設計は次第に進歩し、ほとんどの部品を自製するようになった。
コータレンは「レースは車を改良する」として、サンビーム車の優秀さを研ぎ澄ませるためにモータースポーツに好んで参加した。1910年、彼は彼の最初の専用速度記録車「ノーチラス」を開発、翌年には Toodles II を作り上げた。同車は英国ブルックランズ・サーキットで22の勝利を収め、スタートから1マイルで時速138.66 km/hに達するという当時の速度記録を樹立した。また、1912年には航空用エンジンの生産にも進出した。

## サンビーム・タルボ・ダラック

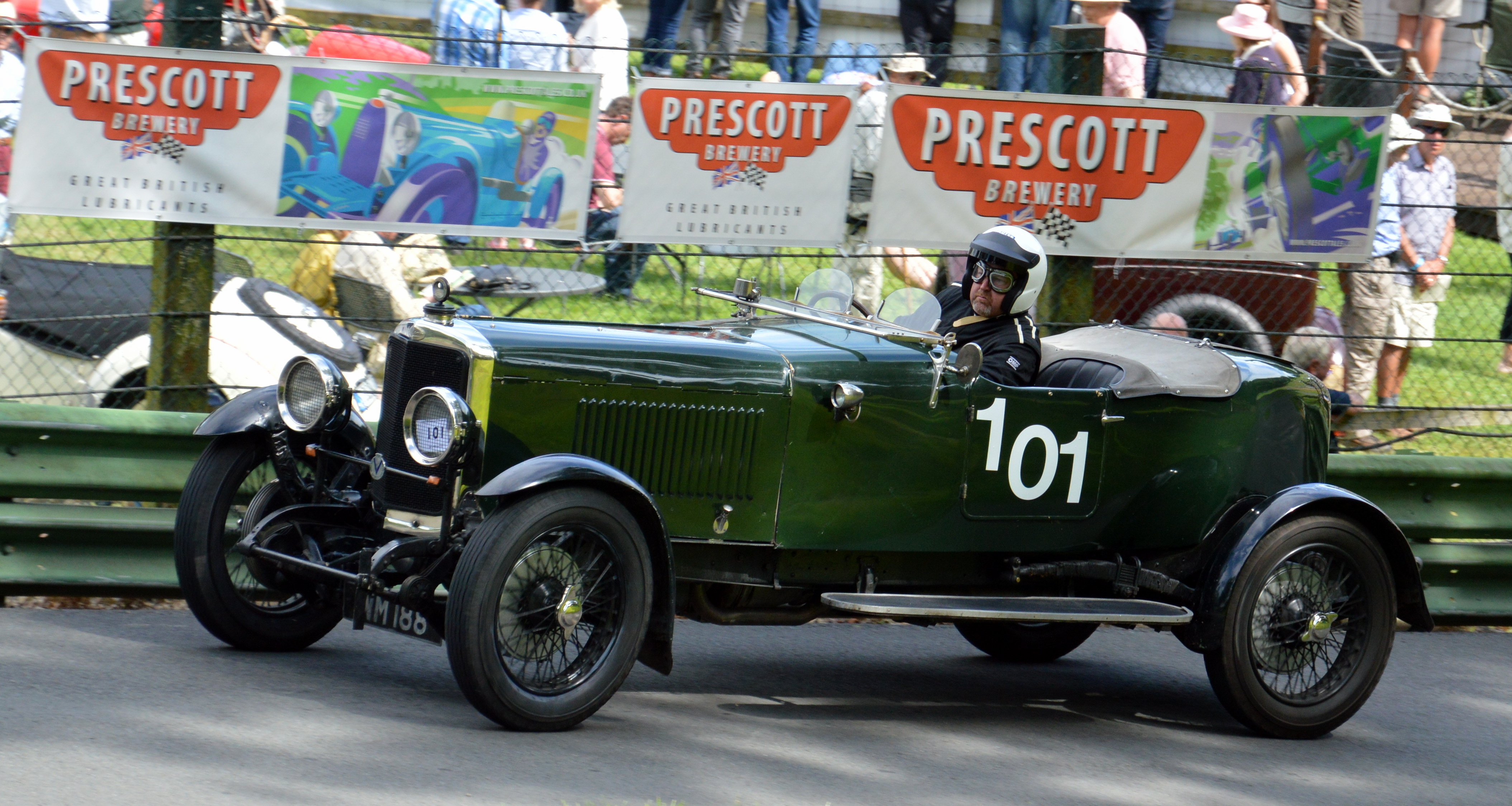
1926年 3リッターツインカム

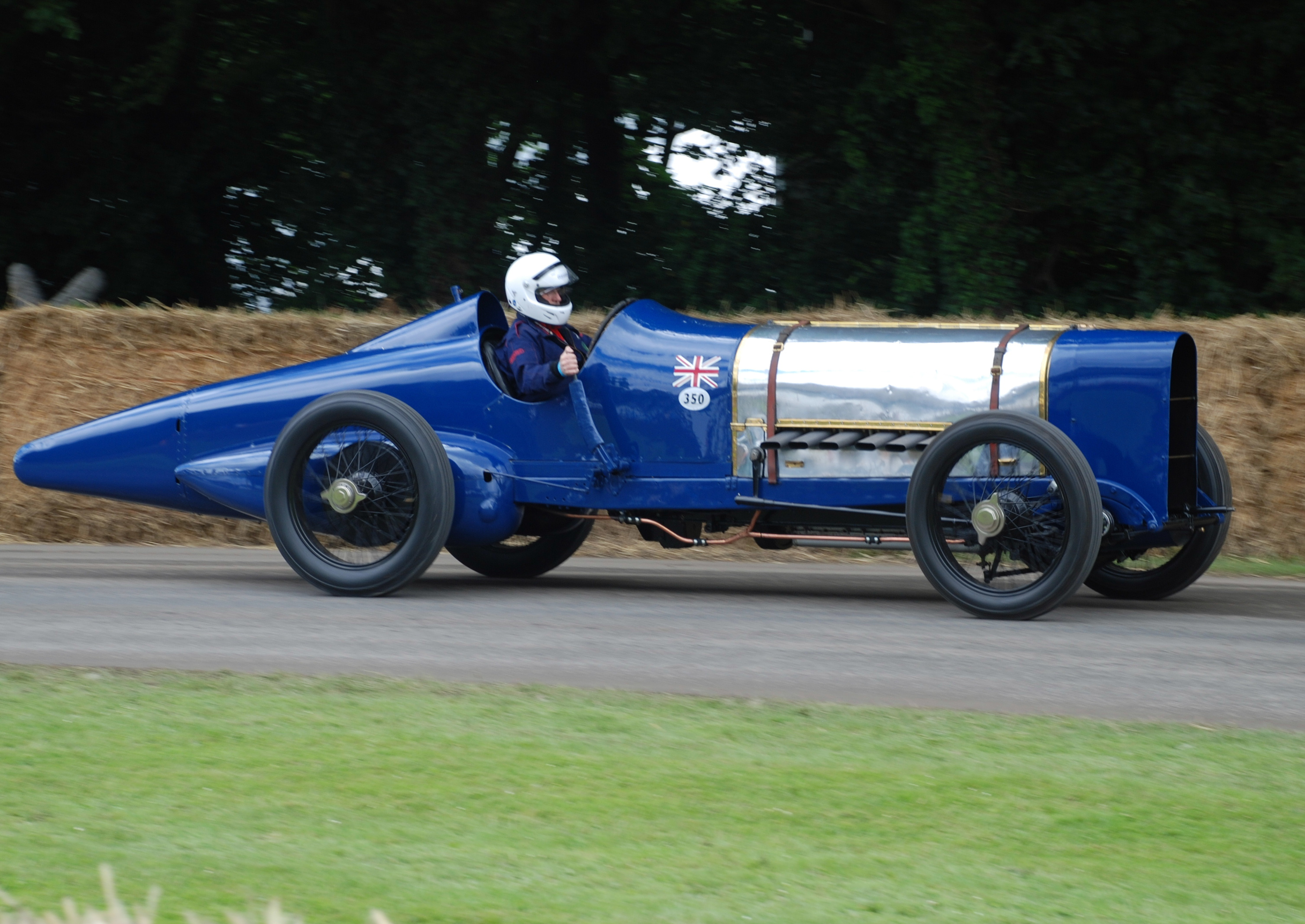
1925年 350HP Blue Bird

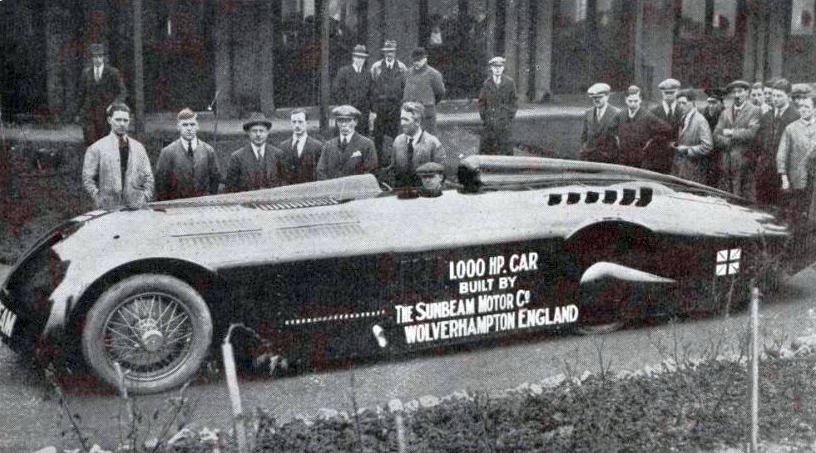
1927年 1000HP Mystery Z

1914年から1918年までの第一次世界大戦中、サンビームはオートバイ、トラック、救急車、647機の航空機を生産した。戦争終結後の1920年8月、サンビームはフランスの自動車会社ダラック(Automobiles Darracq S.A.)と合併した。同社はアレクサンドル・ダラックが創業、第一号車を1896年に完成させた老舗自動車メーカーで、初期のダラック車はアルファロメオとオペルがいずれもダラックのライセンス生産から事業をスタートさせたほど評価が高かった。ダラックは1919年に、ロンドンのクレメント-タルボ社を買収しタルボ-ダラック（Talbot-Darracq）社となっており、サンビームを加えた会社はサンビーム-タルボ－ダラックまたはSTDモータースと呼ばれた。
サンビームは引き続き、ルイス・コータレン設計のリムジン、サルーン、ツーリングカーの生産を続けた。この間、当時有名なレーシングドライバーであったヘンリー・シーグレーブ（Henry Segrave）やK.L.ギネス（Kenelm Lee Guinness）のためのレーシングカー製作も行われていた。また、マルコム・キャンベルは1925年に「ブルーバード」の愛称を与えられた350馬力のサンビーム（en:Sunbeam 350HP）で、時速150.766マイル (242.634 km/h) の最高速度記録をマーク、同年のル・マン24時間レースでは、世界最初のDOHCエンジン搭載市販車となったサンビーム・3リッター（en:Sunbeam 3-litre）がベントレーを破って二位に入賞した。1926年にはヘンリー・ジーグレーブがen:Sunbeam Tiger (1925)「レディバード」(後「タイガー」と改称にて152.33マイル (245.15 km/h)を、1927年には1000馬力のスペシャルモデルen:Sunbeam 1000 hp（通称:「Mystery Z」または「The Slug」）が時速203.792マイル(327.971 km/h)の速度記録を樹立し、世界で初めて時速200マイルを超えた自動車となった。

## ルーツ・グループ入り

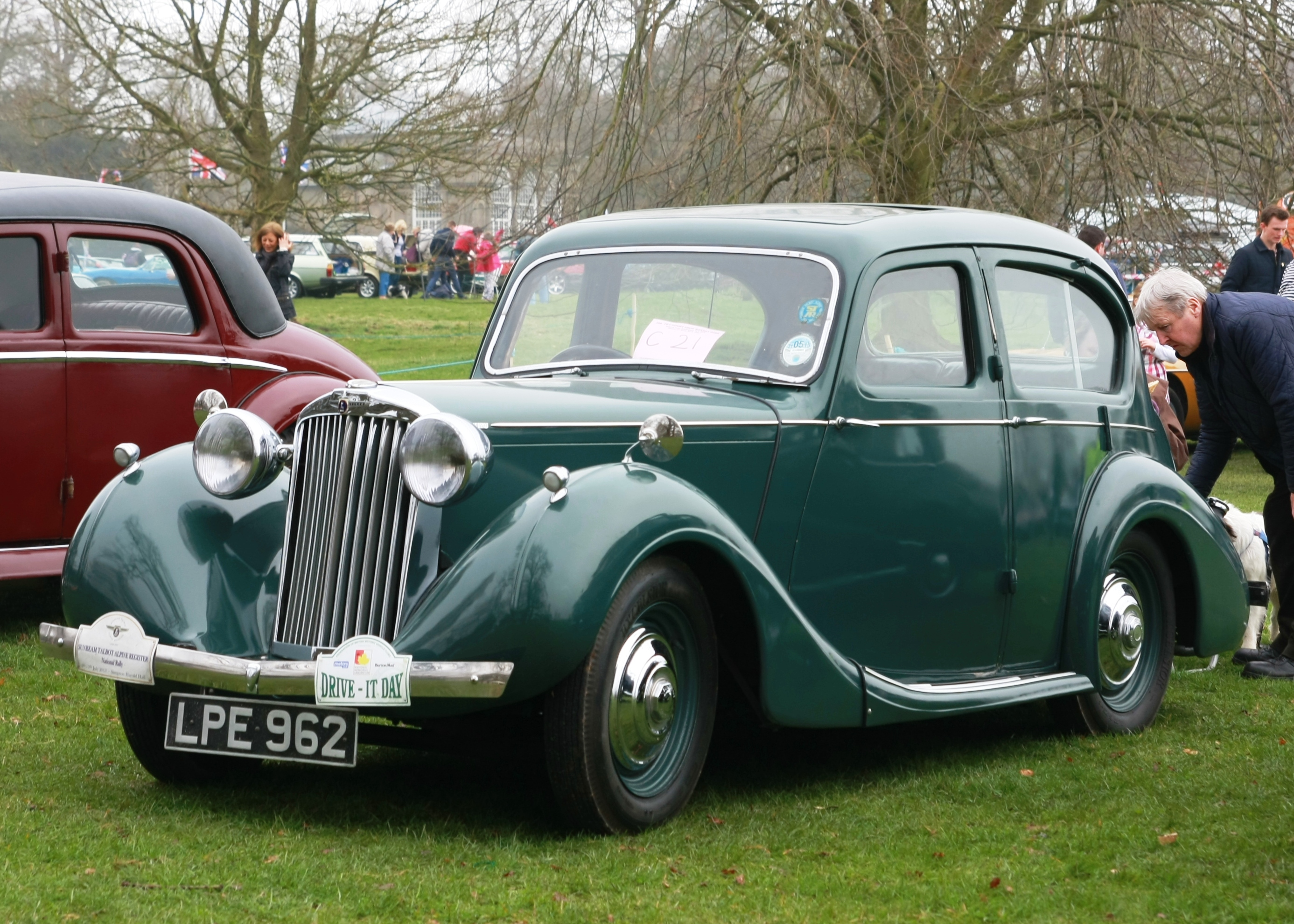
1947年 10

しかし、1929年に始まった世界大恐慌を、STDモータースは上手く生き残ることが出来なかった。1935年には同社は破産管財人の手に渡り、ウイリアムズ・ルーツに売却される。売却時点で商業的に成功していたSTDの生産車種はタルボだけで、ヴィンテージ期の基本設計を小刻みに改良してきた従来のサンビーム車のウルヴァーハンプトンにおける生産は1936年をもって終了した。
この頃、SSカーズ・リミテッドのウィリアム・ライオンズは、創業時からのブランド「SS」（スワロー・サイドカー・カンパニーから）がナチス親衛隊を想起させることから改名を急いでおり、ルーツ・グループからサンビームブランドを買収しようとしたが、失敗に終わった。これを受けてライオンズは「ジャガー」ブランドを立ち上げている。
ルーツ・グループはいわゆるバッジエンジニアリングの先駆者で、同じ量産シャシーに異なる車体とエンジンを架装して別々の市場に投入することを常套手段とした。残ったタルボも既存車種は中止され、ヒルマンとハンバーをベースとした、より大量生産向けのモデルに切り替えられた。 1938年にはブランドは「サンビーム・タルボ」に改められ、タルボのボディがヒルマンおよびハンバーのシャシー上に、ロンドンのタルボット工場で架装された。当初のモデルは小型のタルボ10と3リッターで、その後2リッターと4リッターが追加され、第二次世界大戦後の1948年まで生産された。 

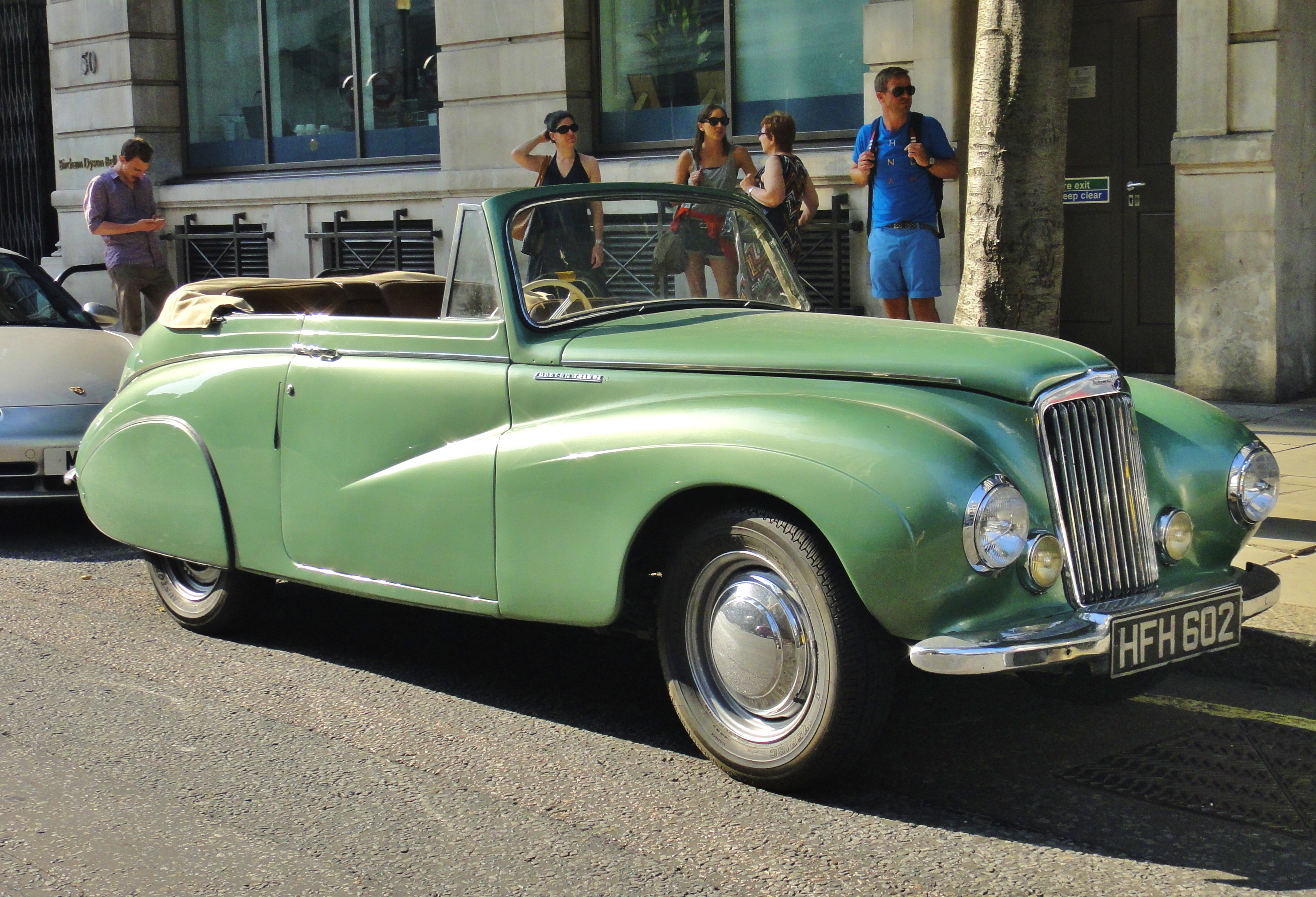
1948年 90 マークI DHC

1948年には戦後型としてサンビーム・タルボ80と90が登場する。80はヒルマン・ミンクスの、90はハンバー・ホークをベースとし、レイモンド・ローウィによる流麗なフェンダーラインを持つ優美なスタイリングを特徴とした。観音開きの4ドアサルーンと、老舗コーチビルダー・スラップ&マーベリー製の2ドアドロップヘッドクーペ（DHC）があった。80は馬力不足が不評で1950年に廃止されたが、90はマークII、IIA、IIIと発展した。（IIIになるとタルボの名が落ち、単にサンビーム・マークIIIと呼ばれた。2,267 cc 80馬力に強化されたこの車は、英国の代表的なスポーツサルーンとして好評を博し、ラリーにも活躍した。日本にも伊藤忠自動車を通じて、比較的多数が輸入された。

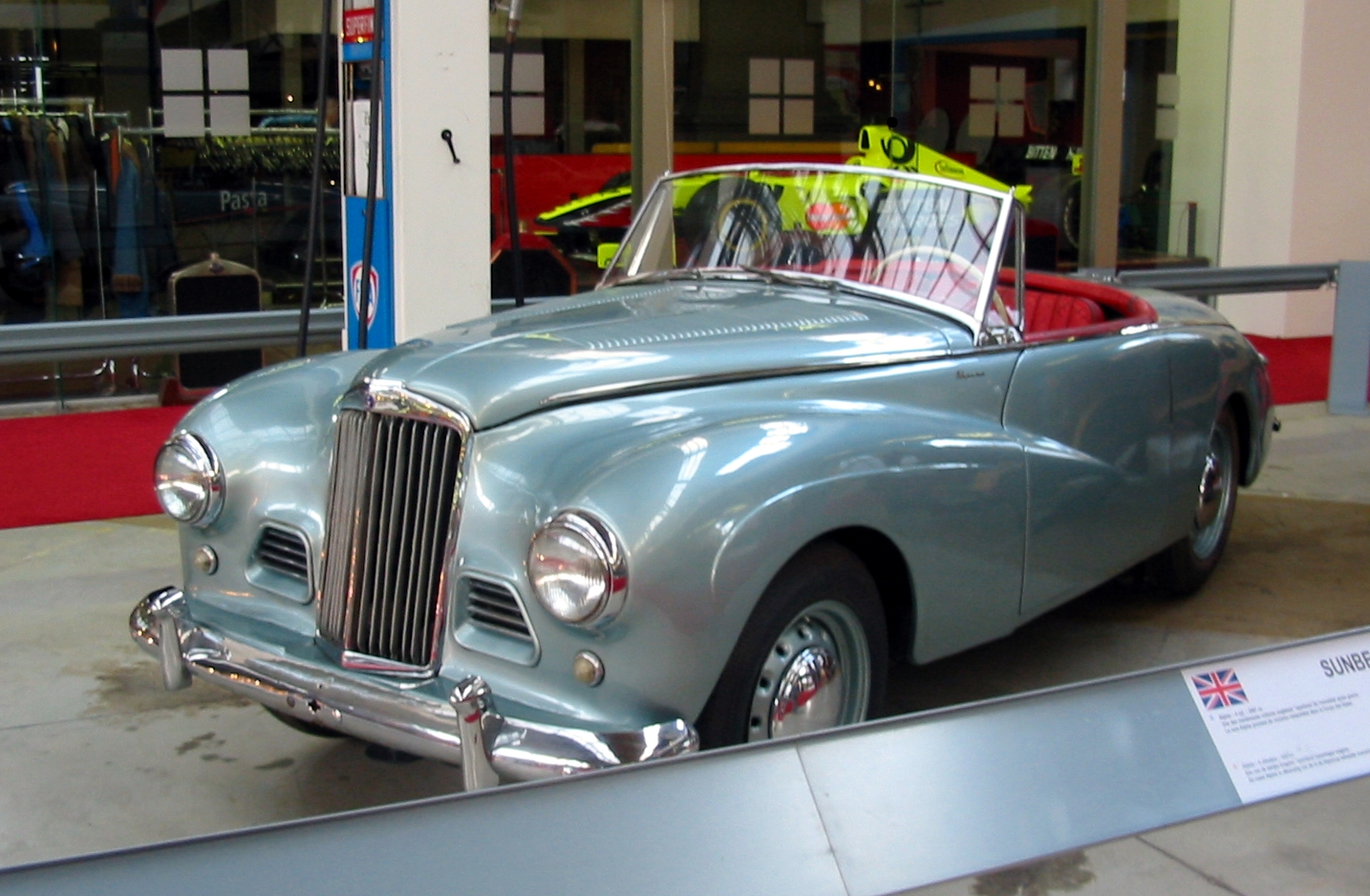
1954年 アルパイン(初代)

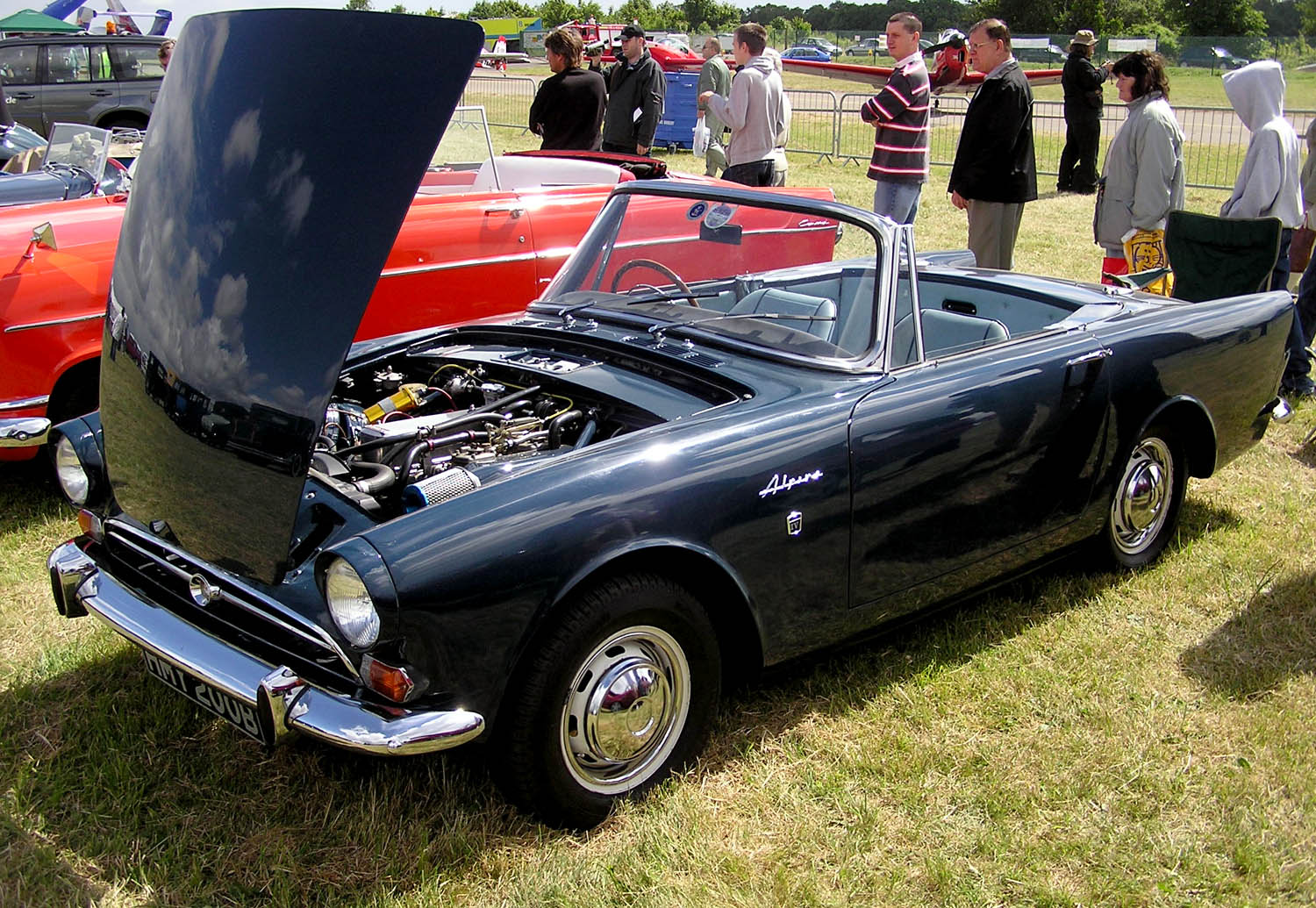
1964年 アルパイン・シリーズIIV

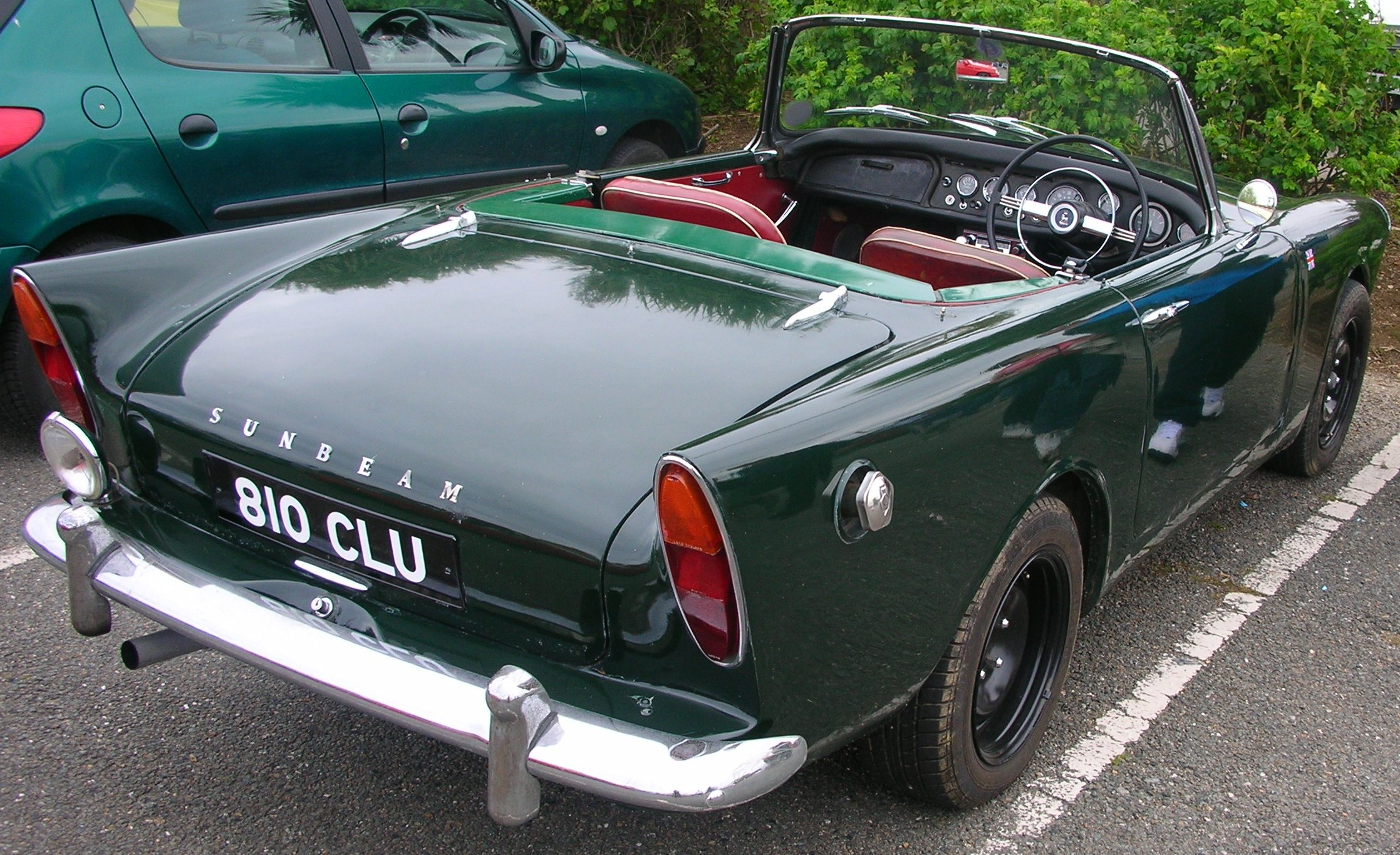
1964-67 タイガー

1953年にはタルボット90をベースとした2シータースポーツカー、初代サンビーム・アルパインが登場する。この車は最初Bournemouthのサンビーム販売店、George Hartwellが一台限りのラリーカーとして製作したものだが、サルーンが好成績を収めていたアルパイン・ラリーに因んで命名され、メーカーから販売されることとなった。90のドロップヘッドクーペ同様スラップ&マーベリーで、1956年までに3,000台近くが生産された。マークIとIII（マークIIは欠番）が存在する。
1955年にはヒルマン・ミンクスの2ドア・ハードトップ版・サンビーム・レイピアが登場、1959年には MGAの北米市場での成功を受け、初代フォード・サンダーバード（通称：ベビーサンダー）のデザイナーを迎え入れて小型オープンスポーツカーを開発、サンビーム・アルパイン（2代目）の名で再登場させた。
サンビームの名声の奪還をもくろむルーツは、2代目アルパインでモータースポーツに積極的に参戦、1960年にはアルパイン・シリーズIでラリー・モンテカルロ2,000 cc以下クラスで優勝を飾ると、翌1961年には、エンジンを改良したアルパイン・シリーズIIをベースとした2台を ル・マン24時間レースに投入、このうち、英国コーチビルダーのハーリントンにより空気抵抗を抑えたルーフ形状に架装された、サンビーム・アルパイン・ハーリントンは、平均時速91マイルで総合16位で完走、クラス2位に入ると同時に、「燃効率指数賞」では、この年の表彰台を独占したフェラーリ・250勢を抑えて1位を獲得した。その後アルパインは、1964年にコストダウンなどを考慮した、よりシンプルなデザインのシリーズⅣに変わり、1968年まで生産された。
また、1962年公開の映画「007 ドクター・ノオ」では、ジェームズ・ボンド役のショーン・コネリーが、アルパイン・シリーズIIのステアリングを握り、カーチェイスを繰り広げている。この車はボンドカーの1つの特徴である特殊装備こそ無いものの、「最初のボンドカー」として紹介されることが多い。
1964年、ルーツ・グループの米国西海岸部門の重役、イアン・ギャラード（Ian Garrad）はACコブラの成功に刺激され、また、4気筒のアルパインにモアパワーを求める顧客層に向けて、アルパインに大排気量のOHVV型8気筒エンジンを押し込むことを思い立つ。こうしてキャロル・シェルビーとリスターにプロトタイプ製作が依頼され、アルパイン・シリーズⅣに260 cu in（4.3 L）のフォードV8を搭載したサンビーム・タイガーが誕生する。タイガーの名前は1920年代末の速度記録車に由来する。1967年に排気量を289 cu in（4.7 L）へ変更したマークIIが登場し、633台が生産されたところでタイガーの生産は終了した。

## クライスラーUK傘下に、そして終焉

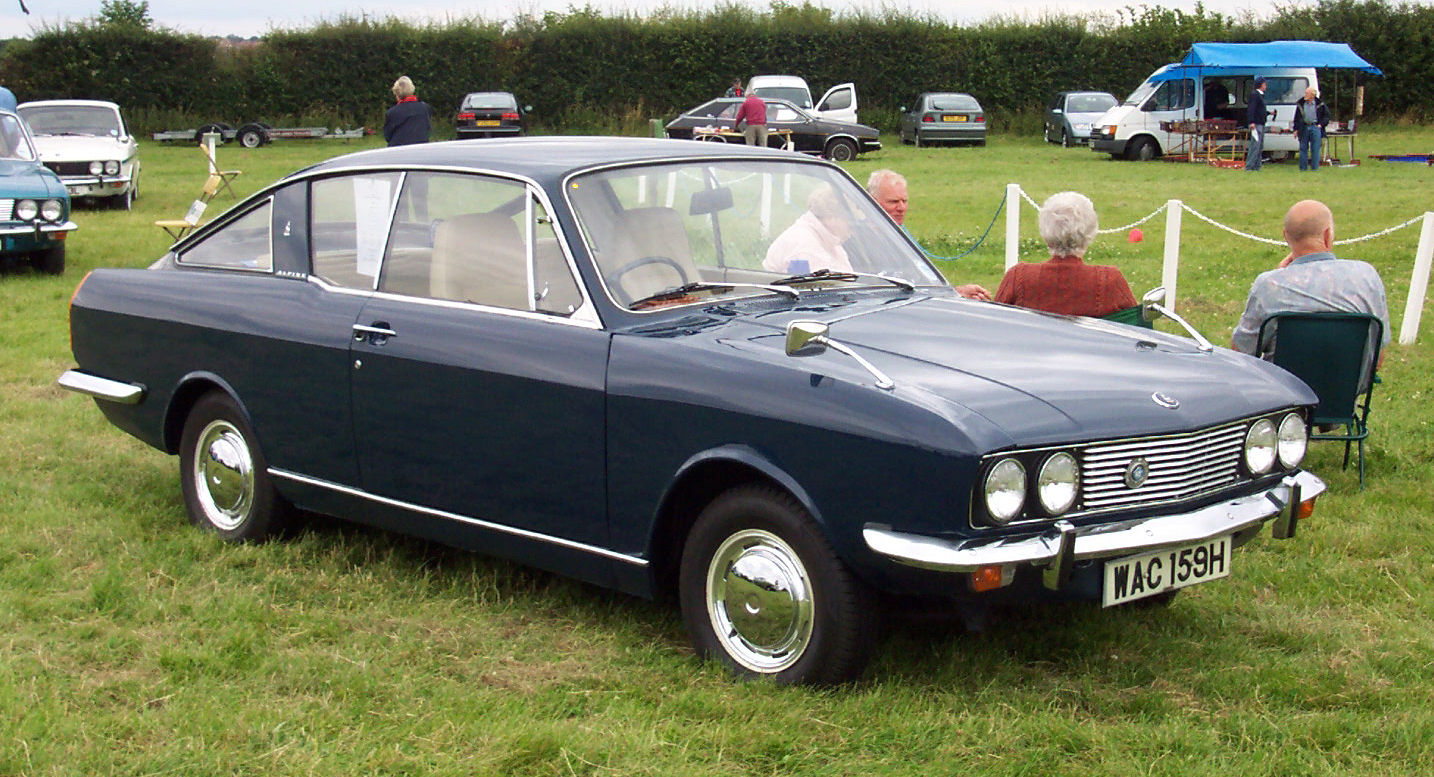
アルパイン(ファストバック)

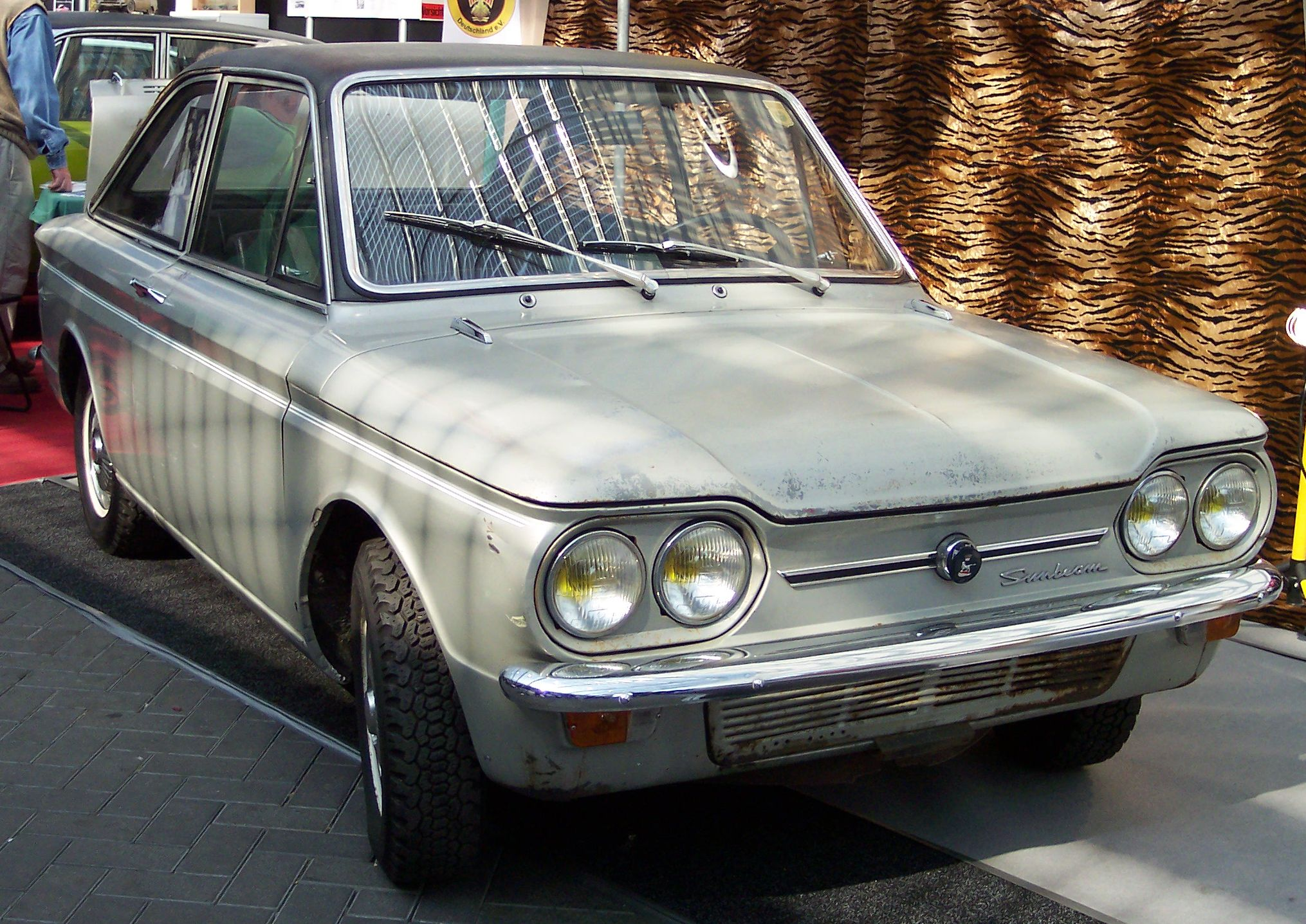
スティレット

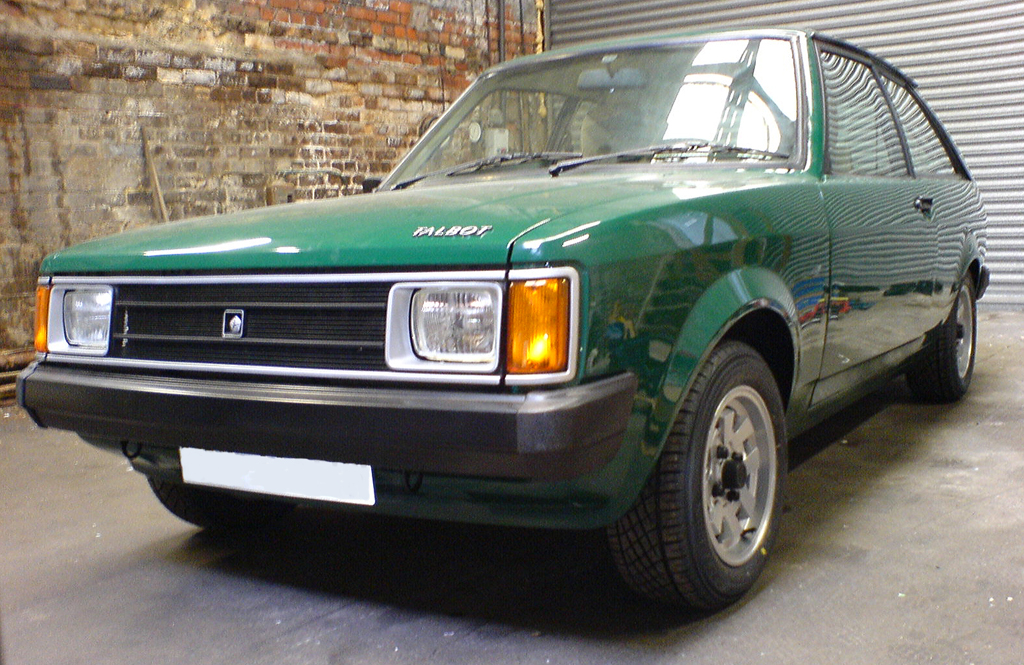
タルボ・サンビーム・ロータス

しかしこの時、ルーツ・グループは倒産の危機に陥っていた。レイランド・モーターズ（後のブリティッシュ・レイランド）との合併交渉が不調に終わり、1964年にはルーツの株式の30%が米国クライスラーの手に渡ったことで、1970年に社名はクライスラーUKと改められた。そして、前年の1963年にクライスラーが傘下に収めたフランスのシムカとの製品共通化が推進されることとなったが、シムカはかつてSTDモーターズのフランス側の末裔であったタルボ社を吸収合併した会社であり、STDが再び同じ会社の傘下となることとなった。
クライスラーはルーツとシムカ各車をひとつのブランドに統合し、最良の車種のみを残そうとしたが、その尺度はただ製造コストが低いということであり、新規開発車は従来の顧客層を失い、いずれも成功しなかった。タイガーはクライスラーV8エンジンへの換装に失敗し、1967年に生産中止、ヒルマン・インプベースのサンビーム・スティレットも1972年に中止された。
サンビームブランドを冠した最後のモデルは、1976年まで作られたヒルマン・ハンターベースのサンビーム・レイピア・ファストバッククーペとサンビーム・アルパインで、グレードによってアルパイン・レイピアと呼ばれた。
ブランドとしてのサンビームは1976年に消滅したが、1978年には3ドアハッチバックの「クライスラー・サンビーム」として名称が復活。その後、クライスラーの欧州事業がPSA・プジョーシトロエンに売却されると新たにタルボブランドを冠し、往年とは逆に「タルボ・サンビーム」と呼ばれることになった。
1981年のタルボ・サンビームの生産終了をもって、サンビームの名は完全に消滅した。